# 龍躍頭文物徑
龍躍頭文物徑（英語：Lung Yeuk Tau Heritage Trail）位於香港新界粉嶺聯和墟東北的龍躍頭，是香港政府於新界設立的第二條文物徑。這條文物徑經古物諮詢委員會、古物古蹟辦事處、當地居民、北區區議會、香港賽馬會、衛奕信勳爵文物信託及香港旅遊發展局的鼎力支持下，於1999年12月4日正式開放，供市民遊覽。被古物古蹟辦事處列入龍躍頭文物徑的文物共有12項，包括：
- 小坑村
- 新圍（或稱覲龍圍）：覲龍圍圍牆及更樓、覲龍圍門樓
- 善述書室
- 永寧圍
- 永寧村（或稱大廳）
- 東閣圍（或稱嶺角圍）
- 松嶺鄧公祠
- 天后宮
- 老圍：老圍門樓及圍牆
- 麻笏圍：麻笏圍門樓
- 石廬
- 崇謙堂

## 交通
| 路線編號            | 往返地點      | 下車地點            |
| ------------------- | ------------- | ------------------- |
| 新界區專線小巴54K線 | 粉嶺 — 龍躍頭 | 麻笏圍 麻笏圍站     |
| 新界區專線小巴56K線 | 粉嶺 — 鹿頸   | 新圍 新圍、小坑村站 |

## 外部連結
- 龍躍頭文物徑 （页面存档备份，存于） — 古物古蹟辦事處
- 龍躍頭文物徑正式開幕 （页面存档备份，存于）
- (PDF). 香港傷健協會. 2008  [2012-02-11].[永久]